# شيخ مصطفى
شيخ مصطفى هو عالم عقيدة وشاعر سريلانكي، ولد في 1836 في بيروالا في سريلانكا، وتوفي في 25 يوليو 1888 في مكة في السعودية.